# فالتر هايل
فالتر هايل (بالرومانية: Valter Heil)‏ هو لاعب كرة قدم روماني في مركز قلب الدفاع، ولد في 11 فبراير 1990 في ساتو ماري في رومانيا. لعب مع نادي تارغو موريش ونادي فاسلوي.

## وصلات خارجية
- فالتر هايل على موقع قاعدة بيانات كرة القدم.إي يو (الإنجليزية)
- فالتر هايل على موقع Soccerway.com (الإنجليزية)